# البرنامج الوطني لمكافحة التستر التجاري
البرنامج الوطني لمكافحة التستر التجاري، هو برنامج أطلقته وزارة التجارة والاستثمار في السعودية، ضمن برنامج التحول الوطني، للقضاء على التستر التجاري والحد من انتشار الغش التجاري، وتشترك 10 جهات حكومية مع الوزارة في تطبيق البرنامج من بينها: وزارة الداخلية، وزارة الموارد البشرية والتنمية الاجتماعية، وزارة الشؤون البلدية والقروية، الهيئة العامة للمنشآت الصغيرة والمتوسطة، الهيئة العامة للزكاة والدخل، مؤسسة النقد العربي السعودي والهيئة العامة للاستثمار.

## أهدافه
- القضاء على جرائم التستر في كافة القطاعات.
- زيادة فرص ممارسة العمل التجاري والاستثمار للسعوديين.
- تكثيف الرقابة، وفرض الأنظمة والتشريعات.[4]
- رفع مستوى الوعي وتثقيف المستهلك.[2][5]

## آلية مكافحة التستر التجاري
- مراقبة مصادر الأموال، من خلال الحسابات البنكية للمنشأة التجارية.
- فرض التعامل بالفواتير، وتقليل الحوالات التجارية.
- تقديم معلومات دقيقة عن الممارسات التجارية المخالفة.
- رفع مستوى الخدمات المقدمة للمستهلك.
- توحيد جهود الجهات الحكومية كافة في القضاء على التستر التجاري.
- تحقيق منافسة عادلة في السوق التجاري السعودي.
- توفير وظائف للمواطنين.[3]

## لجنة وزارية
في أغسطس 2020 أنشئت لجنة وزارية بتوجيه من المقام السامي للإشراف على البرنامج واقتراح الحلول والمبادرات التي من شأنها مكافحة ظاهرة التستر والقضاء عليه، على أن تتولى الهيئة السعودية للبيانات والذكاء الاصطناعي مهمة بناء مؤشر لقياس نسبة حالات اشتباه التستر التجاري وتحديثه بشكل دوري وفقاً لما يردها من بيانات من الجهات المعنية.

## وصلات خارجية
- https://mci.gov.sa/MediaCenter/News/Pages/06-03-17-01.aspx